# Silas C. Swallow

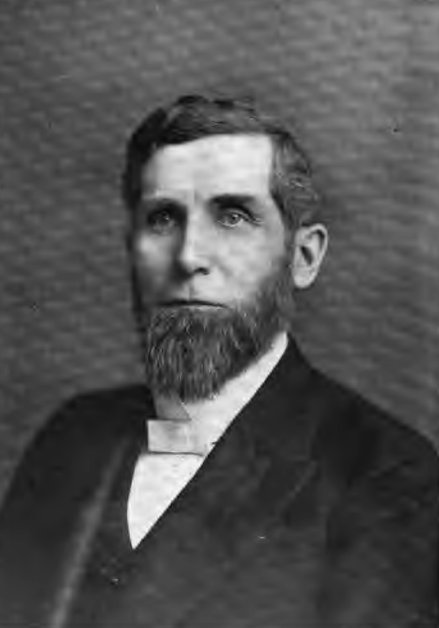
Silas C. Swallow (1904)

Silas Comfort Swallow (5. März 1839 – 13. August 1930 in Harrisburg, Pennsylvania) war ein US-amerikanischer Methodisten-Prediger und prohibitionistischer Politiker, der zeit seines Lebens Gegner der Sklaverei war.

## Leben
Swallow war das Kind überzeugter methodistischer Eltern. Sein Vater George war ein Treuhänder des Wyoming-Seminars. Er wurde vermutlich nach dem Methodistenprediger Silas Comfort (1803–1868) benannt, einem mutigen Anti-Sklaverei-Kämpfer der Mitglied in der Genesee, Oneida- und der Missouri-Conference war. In einem Kirchenprozess in St. Louis ließ dieser die Aussage eines "Negers" zu, was damals in Missouri verboten war. Er wurde daraufhin durch seine Kirche gerügt. Die Rüge wurde 1840 durch die General Conference aufgehoben. Später beugte sich die General Conference dem Druck der Südstaaten und verabschiedete eine Resolution, die die Aussage von Schwarzen in Staaten, in denen diese bei öffentlichen Prozessen keine Aussage machen durften, auch in Kirchenprozessen nicht zu berücksichtigen. Diese Resolution wurde 1844 aufgehoben.
Vor seinem Eintritt in das Ministerium war Swallow als Lehrer angestellt und studierte später Recht. Im amerikanischen Bürgerkrieg diente er als Leutnant. Er trat 1863 in die Baltimore Conference ein und wurde 1869 Gründungsmitglied der Zentralkonferenz von Pennsylvania. Berichten zufolge war er ein eloquenter und kraftvoller Erweckungsprediger. Er war als Kirchbaumeister erfolgreich und hatte als Ältester und Redakteur den Vorsitz der The Central Pennsylvania Methodist inne.
In dieser Position schrieb Swallow heftig gegen Alkohol, religiöse Teilnahmslosigkeit und Korruption in der Staatsregierung an. Seine Gegner führten eine Kampagne gegen ihn, um ihn wegen Verleumdung strafrechtlich zu verfolgen. Er wurde verurteilt, das Urteil jedoch später vom Pennsylvania Superior Court aufgehoben.
Swallow starb 1930 in seinem Haus in Harrisburg. Er wurde auf dem Paxtang-Friedhof nahe Harrisburg beigesetzt.

## Gottesdienste
Die offiziellen Aufzeichnungen verzeichnen die folgenden Ernennungen:
- 1863–1864 Milton circuit
- 1864–1866 Berwick
- 1866–1868 Catawissa
- 1868–1871 Newberry
- 1871–1873 Williamsport, Third Street
- 1873–1875 Milton
- 1875–1877 Altoona, Eighth Avenue
- 1877–1881 Alterspräsident, Altoona District
- 1881–1884 York First
- 1884–1886 Williamsport Grace
- 1886–1887 Agent, Dickinson College
- 1887–1892 Harrisburg, Ridge Avenue
- 1892–1902 Superintendent, Harrisburg Methodist book room
- 1902–1908 keine Ernennung auf Verlangen
- 1908–1930 im Ruhestand

## Politische Karriere
Er war für die Prohibition Party Kandidat für den Bürgermeister von Harrisburg, die State Legislature, das Amt des State Treasurer und den Posten des Gouverneurs von Pennsylvania, scheiterte jedoch jeweils.
Er war auch Parteikandidat für die Position des Präsidenten der Vereinigten Staaten bei der Wahl 1904, mit George Washington Carroll als Kandidat für den Vizepräsidenten. Obwohl beide auch über die Abstinenzbewegung hinaus sehr bekannt waren, erreichten sie nur rund 258.000 Stimmen – im Vergleich zur vorherigen Wahl, als John G. Woolley für die Prohibitionists angetreten war, ein Zugewinn von weniger als 200 Stimmen. Die Wahl gewann der amtierende Präsident Theodore Roosevelt.

## Schriften

### Autobiographie
Als Redakteur stellte Swallow sicher, dass seine Lebensgeschichte für die Nachwelt aufgezeichnet wurde. Als er 1909 seinen 70. Geburtstag erreichte, veröffentlichte er die 482-seitige Hardcover-Autobiographie III Score and X – Selections, Collections, Recollections of Seventy Busy Years (III Ergebnis und X – Auswahl, Sammlungen, Erinnerungen an die siebzig belebten Jahre").
Dies erwies sich als so erfolgreich, dass er mehrere Aktualisierungen herausbrachte:
- Toasts and Roasts of III Score and X, 1911.
- Then and Now – Some Reminiscences of an Octogenarian, 1919.
- IV Score and More, 1922.

### Andere Werke
Weitere Broschüren und Flugschriften von Swallow werden im Archiv der Central Pennsylvania Conference der United Methodist Church aufbewahrt. Datum und Inhalt reichen von seinen Camp Meetings and the Sabbath von 1879 bis zu seinem A Sermon on Thanksgiving and Thanksliving von 1917.